# معتز کیلونی
معتز کیلونی (عربی: معتز كيلوني؛ زادهٔ ۱۰ مارس ۱۹۸۵) یک ورزشکار اهل سوریه است.
از باشگاه‌هایی که در آن بازی کرده‌است می‌توان به باشگاه فوتبال تشرین سوریه، باشگاه فوتبال تشرین سوریه، باشگاه فوتبال الاتحاد سوریه، الجیش سوریه، باشگاه فوتبال استیل‌آذین تهران، باشگاه فوتبال النفط، تیم ملی فوتبال زیر ۲۳ سال سوریه، و تیم ملی فوتبال سوریه اشاره کرد.
وی همچنین در تیم‌های ملی فوتبال زیر ۲۰ سال سوریه زیر ۲۳ سال سوریه سوریه بازی کرده است.